# Хампдън (окръг, Масачузетс)
Окръг Хампдън (на английски: Hampden County) е окръг в щата Масачузетс, Съединени американски щати. Площта му е 1642 km², а населението – 468 467 души (2016). Няма административен център.